# Vértes Oszkár
Vértes Oszkár, született Wertheimer Oszkár (Budapest, 1876. november 23. – Kolozsvár, 1933. szeptember 27.) magyar nőgyógyász szakorvos, egyetemi oktató, orvosi szakíró, szerkesztő.

## Életútja
Wertheimer Ármin (1835–1908) raktárnok és Rothberger (Renée) Regina (1852–1920) gyermekeként született. Orvosi tanulmányait a Budapesti Tudományegyetemen végezte, 1899-ben kapott oklevelet, majd ugyanott az 1. sz. nőgyógyászati klinikán gyakorló orvos. Később tanársegéd a Tübingeni Egyetem Orvostudományi Karán, majd segédorvos a budapesti Szent János Kórházban. 1907-ben Kolozsváron telepedett le, ahol a Ferenc József Tudományegyetem Orvosi Karán a nőgyógyászati klinika tanársegédje lett. 1914-ben magántanárrá habilitálták nőgyógyászati műtéttanból. Részt vett az első világháborúban, s mint ezredorvos szerelt le.
1919 után gyakorló orvosként dolgozott tovább Kolozsváron. 1927-től a marosvásárhelyi Czakó-féle szanatórium orvosa és a Bábaképző Intézet tanára. 1920–28 között az Erdélyi Orvosi Lap szerkesztőbizottságának munkatársa, tagja a Paul Ehrlich Orvostudományi Egyesületnek és az EME Orvosi Szakosztályának.

## Kutatásainak főbb témakörei
A méh- és petefészekdaganatok, terhességi toxikózis, menstruációs zavarok képezik fő kutatási területeit. A szülészet és nőgyógyászat tárgyköréből tanulmányait magyar és német szaklapok közölték: első dolgozata 1909-ben jelent meg, majd a Lechner Emlékkönyvben (Kolozsvár, 1915), az Erdélyi Orvosi Lapban, az Orvosi Hetilapban (1928) és az Orvosi Szemlében (1929) ismertette klinikai vizsgálatainak eredményeit.